# 线性映射
線性映射（英語：linear map）是向量空間之間，保持向量加法和純量乘法的函數。線性映射也是向量空間作為模的同態。
線性算子（英語：linear operator）與線性轉換（又稱線性變換）是與線性映射相關的慣用名詞，但其實際意義存在許多分歧，詳見相關名詞一節。

## 正式定義
設 {\displaystyle V} 和 {\displaystyle W} 都是係數體為 {\displaystyle K} 的向量空間， {\displaystyle f:V\to W} 是一個從 {\displaystyle V} 送到 {\displaystyle W} 的一個映射。如果 {\displaystyle f} 具有以下兩個性質：
1. 維持向量加法——對於任意兩個 {\displaystyle V} 中的向量 {\displaystyle x} 和 {\displaystyle y} ：{\displaystyle f(x+y)=f(x)+f(y)}
2. 維持純量乘法——對於任何 {\displaystyle V} 中的向量 {\displaystyle x} 和任何純量 {\displaystyle a\in K} ：{\displaystyle f(a\cdot x)=a\cdot f(x)}

則稱 {\displaystyle f} 是一個 {\displaystyle K}-線性映射。在係數體不致混淆的情況下也經常簡稱線性映射。
這等價於要求 {\displaystyle f}  對任意向量 {\displaystyle x_{1},\,\ldots ,\,x_{m}\in V} 和任意純量 {\displaystyle a_{1},\,\ldots ,\,a_{m}\in K} ：{\displaystyle f(a_{1}\cdot x_{1}+\cdots +a_{m}\cdot x_{m})=a_{1}\cdot f(x_{1})+\cdots +a_{m}\cdot f(x_{m})}

### 線性泛函
任何的體 {\displaystyle K} 本身就是一維的（係數為自身的）向量空間，所以可以考慮任何從係數體同樣為 {\displaystyle K} 的向量空間 {\displaystyle V} 送往 {\displaystyle K} 的線性映射，這類線性映射被稱為線性泛函。研究線性泛函的學科是線性泛函分析，是泛函分析最成熟的分支。

### 注意事項
- 線性映射中的「線性」與「函數圖形是直線」沒有任何關聯。
- 定義域和對應域相同的線性映射可以進行函數合成，合成的結果依然會是線性映射。但是如果改變合成的順序，那合成出來的結果通常不會相同。例如「把函數乘上 {\displaystyle x^{2}} 」和「對函數進行微分」都是線性算子，但是對一個函數「先乘上 {\displaystyle x^{2}} 再進行微分」和「先進行微分再乘上 {\displaystyle x^{2}} 」是不同的線性映射。[2]
- 維持向量加法的映射可能不維持純量乘法；同樣地，維持純量乘法的映射也可能不維持向量加法。[3]

## 相關名詞
線性變換和線性算子這兩個名詞，與本條目的線性映射密切相關，但不同作者有不同的定義。而這種定義分歧的根源在於，如 {\displaystyle f:V\rightarrow V}  這樣，定義域和值域落在同個向量空間的特殊線性映射，有些人為了凸顯而予之不同的稱呼。
比如Axler和龔昇就稱這種特殊線性映射為線性算子，但另一方面將線性映射和線性變換視為同義詞；李尚志則將這種特殊線性映射稱為線性變換；而泛函分析的書籍一般將三者都視為本條目所定義的「線性映射」，其他細節以函數的符號傳達。
本條目採用泛函分析的習慣。

## 例子
- 恒等映射和零映射是線性的。[9]
- 對於實數，映射{\displaystyle x\mapsto x^{2}}不是線性的。
- 如果{\displaystyle A}是{\displaystyle m\times n}實矩陣，則{\displaystyle A}定義了一個從{\displaystyle R^{n}}到{\displaystyle R^{m}}的線性映射，這個映射將列向量{\displaystyle x\in R^{n}}映射到列向量{\displaystyle Ax\in R^{m}}。反過來說，在有限維向量空間之間的任何線性映射都可以用這種方式表示；參見後面章節。
- 積分生成從在某個區間上所有可積分實函數的空間到{\displaystyle R}的線性映射。這只是把積分的基本性質（“積分的可加性”和“可從積分號內提出常數倍數”）用另一種說法表述出來。[9]
- 微分是從所有可微分函數的空間到所有函數的空間的線性映射。[9]
- “給函數乘上{\displaystyle x^{2}}”是一種線性映射。[9]設{\displaystyle C}是由全體連續函數所組成的函數空間，則此運算也是空間{\displaystyle C}中的算子。
- 後向移位（backward shift）運算是一種線性映射。即把無窮維向量{\displaystyle (x_{1},x_{2},x_{3},x_{4},...)}的第一個坐標劃去：{\displaystyle \operatorname {T} (x_{1},x_{2},x_{3},x_{4},...)=(x_{2},x_{3},x_{4},...)}。[9]
- 如果{\displaystyle V}和{\displaystyle W}為在體{\displaystyle F}上的有限維向量空間，則從線性映射{\displaystyle f:V\rightarrow W}到在後面所描述的{\displaystyle \dim _{F}(W)\times \dim _{F}(V)}矩陣的函數也是線性映射。[9]
- 一次函數{\displaystyle y=f(x)=x+b}僅在{\displaystyle b=0}時才是一種線性變換。容易驗證一次函數僅在{\displaystyle b=0}時，線性變換的基本性質{\displaystyle f(0)=0}才能成立。（盡管{\displaystyle b\neq 0}時其圖像也是一條直線，但這里所說的線性不是指函數圖像為直線。）同理，平移變換一般也不是線性變換（平移距離為零時才是線性變換）。[10][11]

## 矩陣
若 {\displaystyle V} 和 {\displaystyle W} 是有限維的、有相同的係數體 {\displaystyle K} 的向量空間，則從 {\displaystyle V} 到 {\displaystyle W} 的線性映射可以用矩陣表示。

### 以矩陣表示線性映射
假設 {\displaystyle T:V\to W} 是個線性映射，且
{\displaystyle {\mathfrak {B}}_{V}=\left\{\alpha _{1},\alpha _{2},\,\ldots ,\alpha _{n}\right\}}
{\displaystyle {\mathfrak {B}}_{W}=\left\{\beta _{1},\beta _{2},\,\ldots ,\beta _{m}\right\}}
分別是 {\displaystyle V} 和 {\displaystyle W} 的基底。
根據基底 {\displaystyle {\mathfrak {B}}_{W}} 的基本定義，對於每個基向量 {\displaystyle \alpha _{i}\in {\mathfrak {B}}_{V}} ，存在唯一一組純量 {\displaystyle t_{1i},\,t_{2i},\,\ldots ,\,t_{mi}\in K} 使得
{\displaystyle T(\alpha _{i})=\sum _{j=1}^{m}t_{ji}\cdot \beta _{j}=t_{1i}\cdot \beta _{1}+t_{2i}\cdot \beta _{2}+\cdots +t_{mi}\cdot \beta _{m}}
直觀上，純量 {\displaystyle t_{1i},\,t_{2i},\,\ldots ,\,t_{mi}\in K} 就是對基向量 {\displaystyle \alpha _{i}\in {\mathfrak {B}}_{V}} 的作用結果 {\displaystyle T(\alpha _{i})\in W} ，在基底 {\displaystyle {\mathfrak {B}}_{W}} 下的諸分量。
現在任取一個 {\displaystyle V} 裡的向量 {\displaystyle v\in V} ，因為基底 {\displaystyle {\mathfrak {B}}_{V}} 的基本定義，存在唯一一組純量 {\displaystyle v_{1},\,v_{2},\,\ldots ,\,v_{n}\in K} 使得
{\displaystyle v=\sum _{i=1}^{n}v_{i}\cdot \alpha _{i}}
這樣根據求和符號的性質，可以得到
{\displaystyle T(v)=\sum _{i=1}^{n}v_{i}\cdot \left(\sum _{j=1}^{m}t_{ji}\cdot \beta _{j}\right)=\sum _{i=1}^{n}\sum _{j=1}^{m}(t_{ji}v_{i})\cdot \beta _{j}=\sum _{j=1}^{m}\sum _{i=1}^{n}(t_{ji}v_{i})\cdot \beta _{j}=\sum _{j=1}^{m}\left(\sum _{i=1}^{n}t_{ji}v_{i}\right)\cdot \beta _{j}}
然後考慮到 {\displaystyle T(v)\in W} ，所以根據基底 {\displaystyle {\mathfrak {B}}_{W}} 的基本定義，存在唯一一組純量 {\displaystyle \lambda _{1},\,\lambda _{2},\,\ldots ,\,\lambda _{m}\in K} 使得
{\displaystyle T(v)=\sum _{j=1}^{m}\lambda _{j}\cdot \beta _{j}}
因為這樣的純量 {\displaystyle \lambda _{1},\,\lambda _{2},\,\ldots ,\,\lambda _{M}\in K} 是唯一存在的，所以對 {\displaystyle j=1,\,2,\,\ldots ,\,m} 有
{\displaystyle \lambda _{j}=\sum _{i=1}^{n}t_{ji}v_{i}}
考慮到矩陣乘法的定義，上式可以改寫為
{\displaystyle {\begin{bmatrix}\lambda _{1}\\\lambda _{2}\\\vdots \\\lambda _{m}\end{bmatrix}}={\begin{bmatrix}t_{11}&t_{12}&\dots &t_{1n}\\t_{21}&t_{22}&\dots &t_{2n}\\\vdots &\vdots &\ddots &\vdots \\t_{m1}&t_{m2}&\dots &t_{mn}\end{bmatrix}}{\begin{bmatrix}v_{1}\\v_{2}\\\vdots \\v_{n}\end{bmatrix}}}
也就是說，只要知道 {\displaystyle T(\alpha _{i})} 在 {\displaystyle {\mathfrak {B}}_{W}} 下的諸分量 {\displaystyle t_{ji}} ，任意向量 {\displaystyle v\in V} 的作用結果 {\displaystyle T(v)} ，都可以表示為矩陣 {\displaystyle \mathbf {T} ={[t_{ji}]}_{m\times n}} 與行向量 {\displaystyle \mathbf {v} ={[v_{i}]}_{n\times 1}} 的乘積。更直觀的來說，矩陣 {\displaystyle \mathbf {T} ={[t_{ji}]}_{m\times n}} 就是把 {\displaystyle T(\alpha _{i})} 的諸分量沿行（column）擺放所構成的。
由上面的推導可以知道，不同的基底 {\displaystyle {\mathfrak {B}}_{V}} 和 {\displaystyle {\mathfrak {B}}_{W}} 下，矩陣 {\displaystyle \mathbf {T} ={[t_{ji}]}_{m\times n}} 也不同，為了強調這點，也會將矩陣 {\displaystyle \mathbf {T} } 記為
{\displaystyle \mathbf {T} ={[T]}_{{\mathfrak {B}}_{W}}^{{\mathfrak {B}}_{V}}}
來強調這種關聯性。
若 {\displaystyle T:V\to V} ，在同個向量空間 {\displaystyle V} 通常沒有取不同基底的必要，那上面的推導可以在 {\displaystyle {\mathfrak {B}}_{V}={\mathfrak {B}}_{W}} 的前提下進行。這時上式可以進一步簡寫為
{\displaystyle \mathbf {T} ={[T]}_{{\mathfrak {B}}_{V}}}

### 以線性映射表示矩陣
若有由 {\displaystyle m\times n} 個純量構成的矩陣 {\displaystyle \mathbf {A} ={[a_{ij}]}_{m\times n}\in K^{m\times n}} ，如果取 {\displaystyle f:K^{n\times 1}\to K^{m\times 1}} 為
{\displaystyle f(\mathbf {x} )=\mathbf {A} \mathbf {x} }
其中
{\displaystyle \mathbf {x} ={\begin{bmatrix}x_{1}\\x_{2}\\\vdots \\x_{n}\end{bmatrix}}\in K^{n\times 1}}
因為矩陣乘法只有唯一的結果，上面的定義的確符合函數定義的基本要求。然後考慮 {\displaystyle K^{n\times 1}} 和  {\displaystyle K^{m\times 1}} 都可以視為定義在同個純量體 {\displaystyle K} 上的向量空間，而且矩陣乘法是線性的，所以上述定義的函數 {\displaystyle f} 的確符合線性映射的基本定義。

### 用泛性质做矩阵表示
根据积和余积的泛性质，我们有
{\displaystyle \mathrm {Hom} \left(\bigoplus _{i\in I}U_{i},\prod _{j\in J}V_{j}\right)\simeq \prod _{i\in I}\prod _{j\in J}\mathrm {Hom} \left(U_{i},V_{j}\right).}
在 {\displaystyle K}-线性空间构成的范畴中，有限个线性空间的余积和积是一回事。对于 {\displaystyle U,V} 的基 {\displaystyle {\mathbf {b}}_{1},\dots ,{\mathbf {b}}_{n},{\mathbf {b}}'_{1},\dots ,{\mathbf {b}}'_{m}}，取 {\displaystyle U_{i}={\mathbf {b}}_{i}K,V_{i}={\mathbf {b}}'_{i}k}，我们有 {\displaystyle \mathrm {Hom} (U_{i},V_{j})\simeq K}，所以左边的线性映射 {\displaystyle \mathrm {Hom} (U,V)} 就被拆解为了 {\displaystyle nm} 个 {\displaystyle K} 中的元素，这就是线性映射的矩阵表示。

### 用矩陣表示線性映射的原因和好處
1. 把線性映射寫成具體而簡明的2維數陣形式後，就成了一種矩陣。進而由線性映射的加法規則和覆合規則來分別定義矩陣的加法規則和乘法規則是很自然的想法。[12]當空間的基變化（坐標系變換）時，線性映射的矩陣也會有規律地變化。在特定的基上研究線性映射，就轉化為對矩陣的研究。利用矩陣的乘法，可以把一些線性系統的方程表達得更緊湊（比如把線性方程組用矩陣表達和研究），也使幾何意義更明顯。矩陣可以分塊計算，可以通過適當的變換以“解耦”（把覆雜的變換分解為一些簡單變換的組合）。要求出一個線性變換的秩，先寫出其矩陣形式幾乎是不可避免的一個步驟。
2. 遇到{\displaystyle y=x+3}這樣的加上了1個常量的非線性映射可以通過增加1個維度的方法，把變換映射寫成2×2維的方形矩陣形式，從而在形式上把這一類特殊的非線性映射轉化為線性映射。這個辦法也適用於處理在高維線性變換上多加了一個常向量的情形。這在計算機圖形學和剛體理論（及其相關機械制造和機器人學）中都有大量應用。
3. 對角化的矩陣具有諸多優點。線性映射在寫成矩陣後可以進行對角化（不能對角化的矩陣可以化簡成接近對角矩陣的準對角矩陣），從而可以獲得對角化矩陣擁有的獨特優勢（極大地簡化乘法運算，易於分塊，容易看出與基的選取無關的不變量）。比如，對於作用於同一個空間的可對角化的方形矩陣{\displaystyle A}，要求出{\displaystyle A}自乘{\displaystyle n}次後的結果{\displaystyle A^{n}}，一個一個慢慢地乘是很麻煩的事情。而知道對角化技巧的人會發現，在將這矩陣對角化後，其乘法運算會變得格外簡單。實際應用中有很多有意思的問題或解題方法都會涉及到矩陣自乘n次的計算，如1階非齊次線性遞推數列通項公式的線性代數求解法和馬爾可夫鏈的極限狀態（極限分布）的求解。線性代數及矩陣論的一個主要問題就是尋找可使矩陣對角化的條件或者可使矩陣化簡到含很多個0的條件[13]，以便簡化計算（這是主要原因之一）。

## 線性映射的矩陣的例子
二維空間{\displaystyle R^{2}}的線性變換的一些特殊情況有：
- 逆時針旋轉90度：
{\displaystyle A={\begin{bmatrix}0&-1\\1&0\end{bmatrix}}}
- 逆時針旋轉{\displaystyle \theta }度[14]：
{\displaystyle A={\begin{bmatrix}\cos(\theta )&-\sin(\theta )\\\sin(\theta )&\cos(\theta )\end{bmatrix}}}
- 針對y軸反射：
{\displaystyle A={\begin{bmatrix}1&0\\0&-1\end{bmatrix}}}
- 在所有方向上放大2倍：
{\displaystyle A={\begin{bmatrix}2&0\\0&2\end{bmatrix}}}
- 水平錯切：
{\displaystyle A={\begin{bmatrix}1&m\\0&1\end{bmatrix}}}
- 擠壓：
{\displaystyle A={\begin{bmatrix}k&0\\0&1/k\end{bmatrix}}}
- 向y軸投影：
{\displaystyle A={\begin{bmatrix}0&0\\0&1\end{bmatrix}}}

## 從給定線性映射構造新的線性映射
兩個線性映射的覆合映射是線性的：如果{\displaystyle f:V\rightarrow W}和{\displaystyle g:W\rightarrow Z}是線性的，則{\displaystyle g\circ f:V\rightarrow Z}也是線性的。
若線性映射可逆，則該線性映射的逆也是線性映射。
如果{\displaystyle f_{1}:V\rightarrow W}和{\displaystyle f_{2}:V\rightarrow W}是線性的，則它們的和{\displaystyle f_{1}+f_{2}}也是線性的(這是由{\displaystyle \left(f_{1}+f_{2}\right)\left(x\right)=f_{1}\left(x\right)+f_{2}\left(x\right)}定義的)。
如果{\displaystyle f:V\rightarrow W}是線性的，而a是基礎體K的一個元素，則定義自 (af)(x) = a (f(x))的映射af也是線性的。
所以從{\displaystyle V}到{\displaystyle W}的線性映射的集合{\displaystyle L\left(V,W\right)}自身形成在{\displaystyle K}上的向量空間，有時指示為{\displaystyle \mathrm {Hom} \left(V,W\right)}。進一步的說，在{\displaystyle V=W}的情況中，這個向量空間(指示為{\displaystyle \mathrm {End} (V)})是在映射覆合下的結合代數，因為兩個線性映射的覆合再次是線性映射，所以映射的覆合總是結合律的。
給定有限維的情況，如果基已經選擇好了，則線性映射的覆合對應於矩陣乘法，線性映射的加法對應於矩陣加法，而線性映射與純量的乘法對應於矩陣與純量的乘法。

## 自同態線性映射
自同態的線性映射在泛函分析和量子力學中都有很重要的地位。按前文約定，我們用“線性算子”來簡稱它。（注意泛函分析中所說的“線性算子”不一定是自同態(endomorphism)映射，但我們為了照顧不同書籍的差異以及敘述的方便，暫用“線性算子”來稱呼這種自同態。）

### 自同態和自同構
自同態是一個數學對象到它本身的保持結構的映射（同態），例如群{\displaystyle G}的自同態則是群同態{\displaystyle f:G\to G}。對於向量空間{\displaystyle V}，其自同態是線性算子{\displaystyle f:V\rightarrow V}；所有這種自同態的集合{\displaystyle \mathrm {End} (V)}與如上定義的加法、覆合和純量乘法一起形成一個結合代數，帶有在體{\displaystyle K}上的單位元(特別是一個環)。這個代數的乘法單位元是恒等映射{\displaystyle \mathrm {id} :V\rightarrow V}。
若{\displaystyle V}的自同態也剛好是同構則稱之為自同構。兩個自同構的覆合再次是自同構，所以{\displaystyle V}的所有的自同構的集合形成一個群，{\displaystyle V}的自同構群可表為{\displaystyle \mathrm {Aut} (V)}或{\displaystyle \mathrm {GL} (V)}。因為自同構正好是那些在覆合運算下擁有逆元的自同態，所以{\displaystyle \mathrm {Aut} (V)}也就是在環{\displaystyle \mathrm {End} (V)}中的可逆元群。
如果{\displaystyle V}之維度{\displaystyle n}有限{\displaystyle \mathrm {End} (V)}同構於帶有在{\displaystyle K}中元素的所有{\displaystyle n\times n}矩陣構成的結合代數，且{\displaystyle V}的自同態群同構於帶有在{\displaystyle K}中元素的所有{\displaystyle n\times n}可逆矩陣構成的一般線性群{\displaystyle \mathrm {GL} (n,K)}。

### 自同态在基下矩阵的分类
若尔当标准型叙述了代数闭域 {\displaystyle K} 上的线性空间 {\displaystyle V} 上的自同态 {\displaystyle \varphi } 在 {\displaystyle V} 的基上的矩阵表示的表现，有理标准型是将其推广到任意域上的方法。

## 核、像和秩-零化度定理
對於一個線性映射 {\displaystyle f:V\rightarrow W} ，可以考慮以下兩個：
- 核（ Kernel ）——送到零向量的那些向量：{\displaystyle \mathrm {Ker} (f):=f^{-1}(\mathbf {0} )=\{x\in V\mid f(x)=\mathbf {0} \}\subseteq V}
- 像（ Image ）——把整個空間送過去後的結果：{\displaystyle \mathrm {Im} (f):=f(V)=\{f(x)\in W\mid x\in V\}\subseteq W}

那麼 {\displaystyle \operatorname {Ker} (f)} 是 {\displaystyle V} 的子空間，而 {\displaystyle \operatorname {Im} (f)} 是 {\displaystyle W} 的子空間。下面的叫做秩-零化度定理的維度公式經常是有用的：
{\displaystyle \dim(\mathrm {Ker} (f))+\dim(\mathrm {Im} (f))=\dim(V)}
{\displaystyle \dim(\mathrm {Im} (f))}這個數稱做「 {\displaystyle f} 的秩」（ rank ）並寫成 {\displaystyle \mathrm {rk} (f)} ，有時也寫成 {\displaystyle \rho (f)} ；而 {\displaystyle \dim(\mathrm {Ker} (f))} 這個數則稱做「 {\displaystyle f} 的零化度」（ nullity ）並寫成 {\displaystyle v(f)} 。如果 {\displaystyle V} 和 {\displaystyle W} 是有限維的，那麼 {\displaystyle f} 的秩和零化度就是 {\displaystyle f} 的矩陣形式的秩和零化度。
這個定理在抽象代數的推廣是同構定理。

## 推廣
多重線性映射是線性映射最重要的推廣，它也是格拉斯曼代數和張量分析的數學基礎。其特例為雙線性映射。

## 腳注與參考資料

### 腳注
1. ↑  見Lax 2010，第7頁(位於第2章“線性映射”第1節“線性映射生成的代數”)。
2. ↑  見Axler 2009，第41頁(位於第3章“線性映射”第1節“定義與例子”)。
3. ↑  見Axler 2009，第59頁(位於第3章“線性映射”末尾習題旁的說明)。
4. ↑  見龔昇《線性代數五講》第1講第10頁。
5. ↑  見Axler 2009，第38頁(位於第3章“線性映射”第1節“定義與例子”)。
6. ↑  李尚志. .  第1版. 高等教育出版社. 2006: 326. ISBN 7-04-019870-3. 則V到自身的線性映射稱為V的線性變換(linear transformation)。
7. ↑  А·Н·柯爾莫哥洛夫，佛明(С. В. Фомин). .  [函數論與泛函分析初步]. 俄羅斯數學教材選譯. 段虞榮 (翻譯)，鄭洪深 (翻譯)，郭思旭 (翻譯) 原書第7版，中譯本第2版. 高等教育出版社. 2006年: 162. ISBN 7-04-018407-9.
8. ↑  見Lax 2010，第131頁(位於第15章“有界線性映射”的開頭部分)。原文為“線性映射也稱為線性算子或線性變換”。
9. 1 2 3 4 5 6  見Axler 2009，第38-39頁(位於第3章“線性映射”第1節“定義與例子”)。
10. ↑  見Artin 2010，第156頁。(位於第6章“Symmetry”第1節“
Symmetry of the Plane Figures”)
11. ↑  Walter Rudin. .  [泛函分析]. Higher mathematics series. McGraw-Hill Book Company. 1973: 13.
12. ↑  見Axler 2009，第51頁(位於第3章“線性映射”第3節“線性映射的矩陣”)。
13. ↑  見Axler 2009，第82頁(位於第5章“本征值與本征向量”第3節“上三角矩陣”)。
14. ↑  其證明只需要用到三角函數的基礎知識，在網上很容易找到證明過程。也可參見Feynman第11章“Vectors”第3節“Rotations”。

### 腳注所引資料
- Michael Artin.  [代數] 2. Pearson. 2010. ISBN 978-0132413770.
- Sheldon Axler.  [線性代數應該這樣學]. 圖靈數學•統計學叢書. 杜現昆 (漢譯者); 馬晶 (漢譯者). 人民郵電出版社. 2009. ISBN 9787115206145 （中文（中国大陆））.
- Peter D. Lax.  [泛函分析]. 圖靈數學·統計學叢書. 侯成軍 (翻譯); 王利廣 (翻譯). 人民郵電出版社. 2010. ISBN 978-7-115-23174-1.
- Richard Feynman.  [費曼物理學講義] 1. Addison-Wesley. 1999. ISBN 978-0201021165.

### 其它參考資料
- Halmos, Paul R., Finite-Dimensional Vector Spaces, Springer-Verlag, (1993). ISBN 0-387-90093-4.